# Papa est de sortie
Pour plus de détails, voir Fiche technique et Distribution.
Papa est de sortie (Father’s Day Off) est est un court métrage d'animation américain de la série Dingo réalisé par Jack Kinney pour Walt Disney Productions et sorti en 1953.

## Synopsis
Dingo essaie tant bien que mal de s’occuper de la maison et des enfants, pendant que son épouse s’absente.

## Fiche technique
- Titre original : Father’s Day Off
- Titre français : Papa est de sortie ; Maman est de sortie (titre alternatif)[réf. nécessaire]
- Autres titres[2] :
  - Suède : Jan Långbens lediga dag
- Série : Dingo
- Réalisation : Jack Kinney
- Scénario : Brice Mack, Dick Kinney
- Layout : Al Zinnen
- Décors : Ed Starr
- Animation : Edwin Aardal, Hugh Fraser, George Nicholas, John Sibley
- Effets d'animation : Dan McManus
- Musique : Paul Smith
- Production : Walt Disney
- Société de production : Walt Disney Productions
- Société de distribution : Buena Vista Distribution
- Pays  États-Unis
- Langue : anglais
- Format d'image : Couleur (Technicolor) - 35 mm - 1,37:1 - son mono (RCA Sound System)
- Durée : 6 min
- Dates de sortie : 
  - États-Unis : 28 mars 1953

## Distribution

### Voix originales
- Pinto Colvig : Goofy / George G. Geef (Dingo)
- June Foray : Junior / Mrs. Geef / Female Neighbor (la voisine) / Telephone Operator (l'opératrice)
- James MacDonald : Grocer (l'épicier) / Salesman (le vendeur)
- Lee Millar : Milkman (le laitier) / Cleaning Man (le nettoyeur) / Fireman (le pompier)
- Alan Reed : Radio Voice #1 (la première voix radio)

### Voix françaises

#### 1erdoublage (1985)
- Roger Carel : Dingo  alias Georges Geef / première voix à la radio / Pat Hibulaire
- Claude Chantal : Mme Geef / voix additionnelles
- Francis Lax : le vendeur / deuxième voix à la radio / le pompier / le policier

#### 2edoublage (1990)
- Gérard Rinaldi : Dingo alias Georges Geef
- Marine Boiron : Dingo Junior
- Claude Chantal : Mme Geef
- Michel Vocoret : voix-off à la radio / le pompier / Pat Hibulaire
- Teddy Bilis : le vendeur

#### 3edoublage (1997)
- Gérard Rinaldi : Dingo alias Georges Geef
- Donald Reignoux : Dingo junior
- Claude Chantal : Mme Geef / voix additionnelles
- Alain Dorval : Pat Hibulaire
- Marc Bretonnière : voix additionnelles

## Commentaires
Comme dans plusieurs courts métrages des années 1950, Dingo porte ici pour une nouvelle fois le pseudonyme de George Geef, représentant M. Toutlemonde, et est doté d'une femme et d'un enfant.